# Caspueñas
Caspueñas é um município da Espanha na província de Guadalajara, comunidade autónoma de Castilla-La Mancha, de área 14,89 km² com população de 98 habitantes (2004) e densidade populacional de 6,58 hab/km².

## Demografia
| Variação demográfica do município entre 1991 e 2004 | Variação demográfica do município entre 1991 e 2004 | Variação demográfica do município entre 1991 e 2004 | Variação demográfica do município entre 1991 e 2004 |
| --------------------------------------------------- | --------------------------------------------------- | --------------------------------------------------- | --------------------------------------------------- |
| 1991                                                | 1996                                                | 2001                                                | 2004                                                |
| 47                                                  | 81                                                  | 87                                                  | 98                                                  |